# Sunset Thomas
Pour les articles homonymes, voir Sunset et Thomas.
Sunset Thomas, née le 9 février 1972 à Sikeston (Missouri), est une actrice pornographique américaine.

## Biographie
Bien que née à Sikeston (Missouri), Sunset passa la plupart de sa jeunesse à déménager d'état en état (entre autres : la Virginie, la Géorgie, le Texas ou encore le Tennessee). Elle passa son adolescence à Daytona Beach (Floride). Sunset fut profondément affectée par le départ de son père. Elle essaya alors de combler le vide laissé par ce départ en participant à diverses activités au lycée mais aussi en faisant la fête, en prenant de la cocaïne ou des méthamphétamines (elle en devint dépendante par la suite).
Après le lycée, elle gagna Fort Lauderdale (Floride), où elle exerça de nombreux métiers. Elle posa notamment à côté du trophée du championnat de Nascar. À Fort Lauderdale, elle rencontra Zachary Adams, un homme aspirant à devenir acteur porno. Zach et Sunset devinrent amis rapidement. Leur amitié devint vite une relation sentimentale. Ils se marièrent cinq mois plus tard et partirent pour Los Angeles, souhaitant tous deux devenir célèbres dans le X en utilisant le nom Thomas. C'est à partir de ce moment qu'elle arrêta d'être dépendante aux méthamphétamines.
Les Thomas furent d'abord cantonnés à faire des films X amateur dépeignant leur couple. Cependant, en 1995, Sunset fit sa première apparition notable dans l'industrie porno en étant présente aux AVN Awards de cette même année. Son premier film porno professionnel, Once in a Lifetime fut tourné en 1996. Elle est désignée Pet of the month par le magazine Penthouse en mars 1996. Elle tourne alors une centaine de films parmi lesquels Sunset Boulevard et Latex.
Sunset et son mari se séparèrent fin 2002 et en 2002, elle se lia d'amitié avec Howard Stern. La même année, elle déménagea à Carson City (Nevada) où elle commença à se prostituer au célèbre Moonlite BunnyRanch. Le 21 février 2002, Sunset et Howard Stern tournèrent ensemble le premier Howard Stern's show. Elle participa à plus de dix autres émissions. Elle est apparue aussi dans l'émission The O'Reilly Factor.
2002 vit aussi Sunset parler publiquement de sa vie sexuelle dans un documentaire produit par HBO, intitulé Cathouse. Une suite est sortie en 2003. Elle y parle de ses besoins sexuels particuliers, affirmant entre autres qu'elle a besoin de sexe constamment. Dans les épisodes qui suivirent, on apprend qu'elle a quitté le Bunny Ranch pour le Kit Kat Ranch pour diverses raisons. En février 2005, elle annonça qu'elle ne travaillerait plus comme call-girl.
En 2005, Sunset est apparue dans le documentaire Pornstar Pets et fit une apparition dans l'émission The Maury Show. Le nom de l'épisode est I Was An Ugly Teen… Now I'm Hot, Sexy and Lean!.
Sunset est la tante de l'actrice X Sunrise Adams.
Elle fait partie de l'AVN Hall of Fame.

## Distinctions
Récompenses
- 1996 : Penthouse Pet de mars
- AVN Hall of Fame
- Hustler Honey — Holiday 2002
- 2010 : XRCO Hall of Fame

Nominations
- 2005 : AVN Award, Best Actress — Misty Beethoven: The Musical! (2004)